# Dr. K. H. Eberle Stiftung
Die Dr. K. H. Eberle Stiftung ist eine im Jahre 2014 gegründete Stiftung mit Sitz in Lörrach. Gründer war der Arzt und Immobilieninvestor Karl-Helmut Eberle. Im Februar 2016 wurde sie als gemeinnützige, öffentliche Stiftung des öffentlichen Rechts anerkannt. Die Stiftung ist Alleinerbin des Stifters, der bei seinem Tod im Jahr 2015 ein umfangreiches Vermögen mit einem großen Immobilienbestand hinterließ.

## Stiftungszweck
Der Stiftungszweck ist der Förderung von Wissenschaft und Forschung gewidmet, insbesondere durch die Vergabe von Preisen für herausragende Leistungen an der Eberhard-Karls-Universität Tübingen, der Universität Konstanz und der DHBW Lörrach. Mit den Preisen sollen mutige, innovative und zukunftsweisende Forschungsarbeiten und -projekte gefördert werden. Jährlich steht dafür ein Fördervolumen von 1,5 Millionen Euro zur Verfügung.

## K. H. Eberle-Preis
Wissenschaftler der drei im Stiftungszweck genannten Hochschulen können sich mit ihren Projekten bei ihren Rektoraten bewerben. Förderbar sind Projekte einzelner Professoren, von Nachwuchswissenschaftlern, aber auch von universitären Forschergruppen. Jedes Jahr nennen die Hochschulrektoren der Stiftung mindestens zwei förderungswürdige Projekte ihrer jeweiligen Hochschulen. Über Vergabe und Höhe des Preises entscheidet der Stiftungsvorstand, wobei der Einzelpreis auf jährlich 500.000 Euro beschränkt ist.

## Geförderte Projekte

### Eberhard Karls Universität Tübingen
In Tübingen fördert die Stiftung jährlich anwendungsorientierte Forschungsprojekte mit bis zu 300.000 Euro. Mit weiteren 200.000 Euro fördert die Stiftung das Dr. Eberle Zentrum für digitale Kompetenzen, ein Lehr- und Lernzentrum für Studierende und Nachwuchswissenschaftler zum Aufbau von Kompetenzen und Fertigkeiten im Umgang mit innovativen Methoden und Werkzeugen für die Erhebung, Analyse und Visualisierung.
- 2020 „Mikroskopie des Stoffwechsels“ eingereicht von Sabrina Hoffmann und André F. Martins (Biochemie, Werner Siemens Imaging Center) und von Lőrinc Sárkány und József Fortágh (Physik, Center for Quantum Science)
- 2019 „Molekulare Solarthermiesysteme als alternative Energieträger“ eingereicht von Holger Bettinger, Ivana Fleischer und Jochen Neumeier (Institut für Organische Chemie)
- 2018 „Neuartige Masern-Virostatika als Schlüssel für die globale Eradikation von Masern Viren“ eingereicht von der Arbeitsgruppe „Virotherapie“ von Ulrich Lauer (Abteilung Klinische Tumorbiologie am Universitätsklinikum Tübingen)
- 2017 „Nicht invasive Visualisierung und Verfolgung spezifischer Zellpopulationen mittels Positronen-Emissions-Tomografie“ eingereicht von Robert Feil, Susanne Feil und Bernd Pichler

### DHBW Lörrach
In Lörrach fördert die Stiftung schwerpunktmäßig interdisziplinäre und grenzüberschreitende Projekte und unterstützt die Profilbildung der Hochschule.
- 2020 „Digitale interprofessionelle Rehabilitationsnachsorge – Entwicklung und Evaluation einer patientenzentrierte nachhaltigen, medizinisch therapeutischen Versorgung“ eingereicht von Thomas Messner, Katharina Fuchs und Kim Daniel Konrad

- 2019 „Praxis-integriertes duales Studienkonzept für den nachhaltigen Aufbau von Arbeitsplätzen in Ländern Afrikas“ eingereicht von Valentin Weislämle, Winfried Heinzler und Wendy Fehlner
- 2018 „Entwicklung eines neuen, autarken und intelligenten Rollstuhls für die Steigerung der Lebensqualität für körperlich behinderte Menschen im E-Health Umfeld“ eingereicht von Ossmane Krini
- 2017 „Sicherheitsgerichtetes und autonomes Assistenzsystem im Industrie 4.0 Umfeld“ eingereicht von Ossmane Krini und Frauke Steinhagen

### Universität Konstanz
In Konstanz fördert die Stiftung anwendungsorientierte Forschung und die Profilbildung der Hochschule mit jährlich 500.000 Euro.
- 2020 „Gemeinsinn – Was ihn bedroht und was wir für ihn tun können!“ eingereicht von Aleida Assmann, Jan Assmann und Christiane Bertram
- 2018 „Kulturen Europas in einer multipolaren Weltordnung“ eingereicht von Nicolas Detering, Kirsten Mahlke und Albrecht Koschorke
- 2016 „Nano App – Nanofabriken auf Oberflächen zum Schutz vor bakterieller Besiedlung“ eingereicht von Sebastian Polarz und David Schleheck